# گری باربر
گری باربر (انگلیسی: Gary Barber؛ زادهٔ ۱۹۵۷) یک تهیه‌کننده اهل آفریقای جنوبی است.

## فیلم‌شناسی
- ارتفاعات آرام (فیلم)
- رابین هود: شاهزاده دزدان
- فریجک
- شن‌های سفید (فیلم)
- داستان عاشقانه واقعی
- ایس ونچورا: کارآگاه حیوانات
- جنایات خیالی
- ایس ونچورا: هنگامی که طبیعت فرا می‌خواند
- شیاطین (فیلم ۱۹۹۶)
- حفظ ایمان
- ظهر شانگهای
- نشکن (فیلم)
- کنت مونت کریستو (فیلم ۲۰۰۲)
- سنجاقک (فیلم ۲۰۰۲)
- سلطنت آتش
- رهاندن (فیلم)
- تازه‌کار
- شوالیه‌های شانگهای
- بروس قادر مطلق
- سیبیسکوت (فیلم)
- پستونک (فیلم)
- افسانه زورو
- خاطرات یک گیشا (فیلم)
- هشت درجه زیر صفر
- زنده بمان
- نامرئی (فیلم)
- ایوان قادر مطلق
- توپ‌های خشم
- ۲۷ دست لباس
- ویرانه‌ها (فیلم)
- اتفاق (فیلم ۲۰۰۸)
- تحت تعقیب
- شهر متروکه (فیلم ۲۰۰۸)
- چهار کریسمس
- جی.آی. جو: ظهور کبرا
- شکست‌ناپذیر (فیلم ۲۰۰۹ ایستوود)
- شام برای احمق‌ها
- توریست (فیلم ۲۰۱۰)
- بدون تعهد
- آزاد (فیلم ۲۰۱۱)
- عهد (فیلم)
- جی. آی. جو: تلافی
- پلیس آهنی (فیلم ۲۰۱۴)